# Weißes Rössle (Hinterzarten)

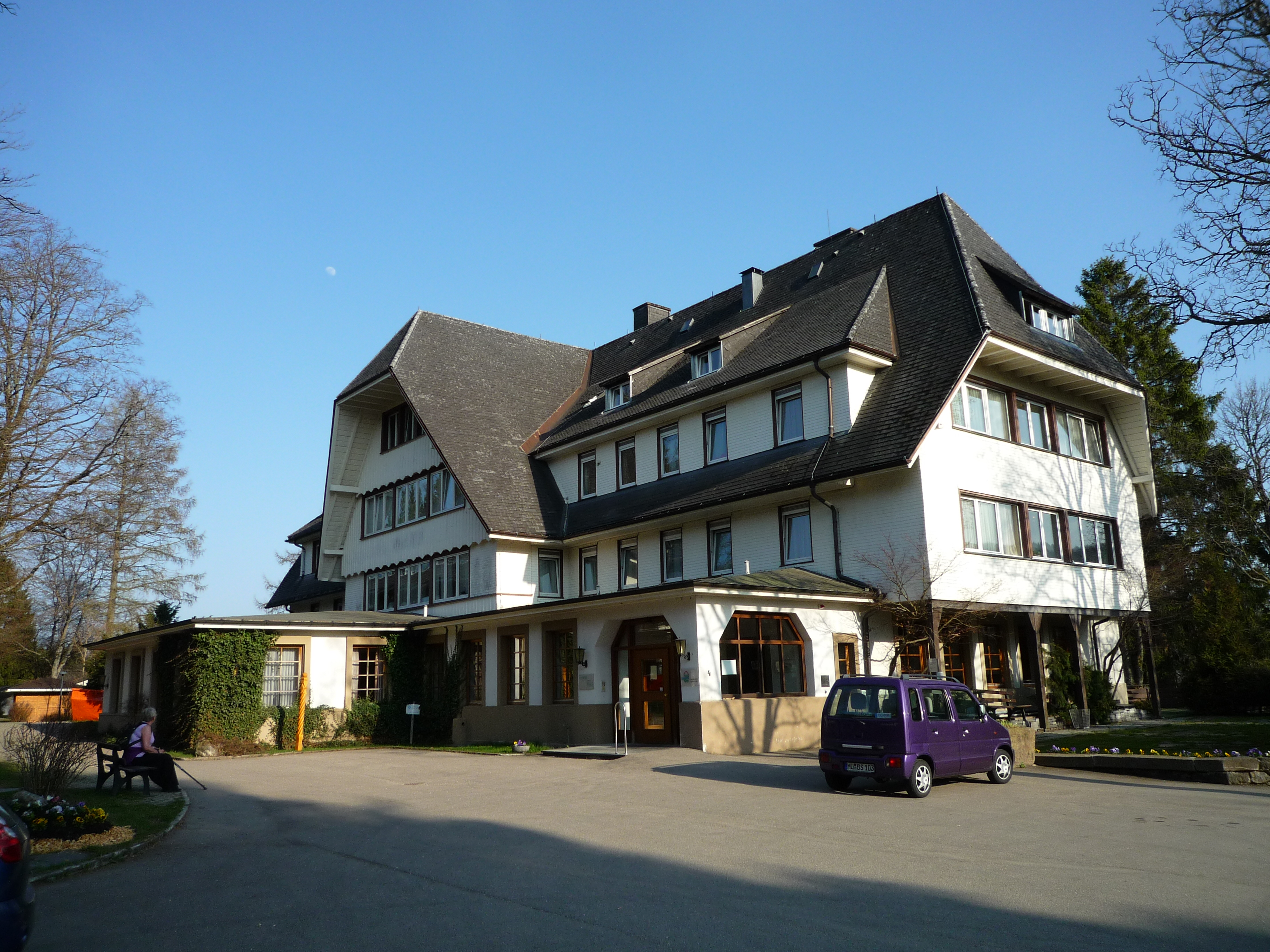
Eingang zur heutigen Földiklinik, dem ehemaligen Weißen Rössle

Das Weiße Rössle war ein Hotel in Hinterzarten, das Mitte der 1980er Jahre wegen Insolvenz geschlossen wurde und seitdem mit der Földiklinik für Lymphologie den größten Arbeitgeber der Gemeinde beherbergt.

## Geschichte
Das Hotel ging auf das Rössle-Wirtshaus zurück, das sich am oberen Ende der Straße durch das Höllental befand. An dieser Straße wurden in beide Richtungen Vorspannpferde eingesetzt: nach oben wegen des Anstiegs, nach unten wegen teilweise tiefer Spurrinnen in den flacheren Teilen der Abfahrt als Folge des Rauhsperrens mit Bremsketten, in denen ohne Vorspann die Gefahr des Steckenbleibens bestanden hätte. Am Anfang der Steigung befand sich das Wirtshaus unter der Steig (das spätere Hofgut Sternen), am Ende der Steigung konnten die Pferde entweder bereits beim Hirschen (heute Teil des Internats Birklehof) ausgespannt werden oder im einen Kilometer entfernten Rösslewirtshaus. Dessen Name – Ross mit der schwäbisch-alemannischen Diminutiv-Endung -le – dürfte mit den Vorspannpferden zusammenhängen.
Als einziges Hofgut von Hinterzarten wird das Rösslegut bereits 1344 in einem Urbar erwähnt. Es wurde dort durch Gregor, einen der Herren von Falkenstein, dem Kloster Günterstal als Jahrzeit-Stiftung geschenkt oder verpfändet. Bis um die Mitte des 16. Jahrhunderts gehörte der Rösslehof zur Vogtei Vorderstraß (später als Breitnau und Steig bezeichnet), später gelangte es zur Vogtei Hinterstraß (heute: Hinterzarten), was der Geograph und Bibliothekar Ekkehard Liehl (1911–2003) auf die Teilung des Sickingschen Erbes mit den Herren von Pfirt im Jahr 1604 zurückführt.
Ab 1612 ist das Ober Wirtshaus, der Gastronomiebetrieb am Rösslehof, durch einen Nachtrag im Urbar von 1344 belegt. Dessen Besitzer musste jedoch seit 1446 den Wasserzins für die Nutzung bzw. das Fischrecht (Bachforellen) an einem Teil des Zartenbachs entrichten, mit dem ein Recht zur Bewirtung verbunden sein dürfte.
Am 4. Mai 1770 dürfte Marie-Antoinette auf ihrem Brautzug nach Paris hier Halt gemacht haben. 1773 betrug die Fläche des Hofgutes 146 Juchart und 108 Ruten, was 50,42 Hektar entspricht. Ab 1793 befand sich beim Rössle ein kaiserliches Magazin, das im Sommer 1796 von einer Abteilung der Armee Jean-Victor Moreaus unblutig übernommen wurde, nachdem diese durch das Höllental gezogen war.

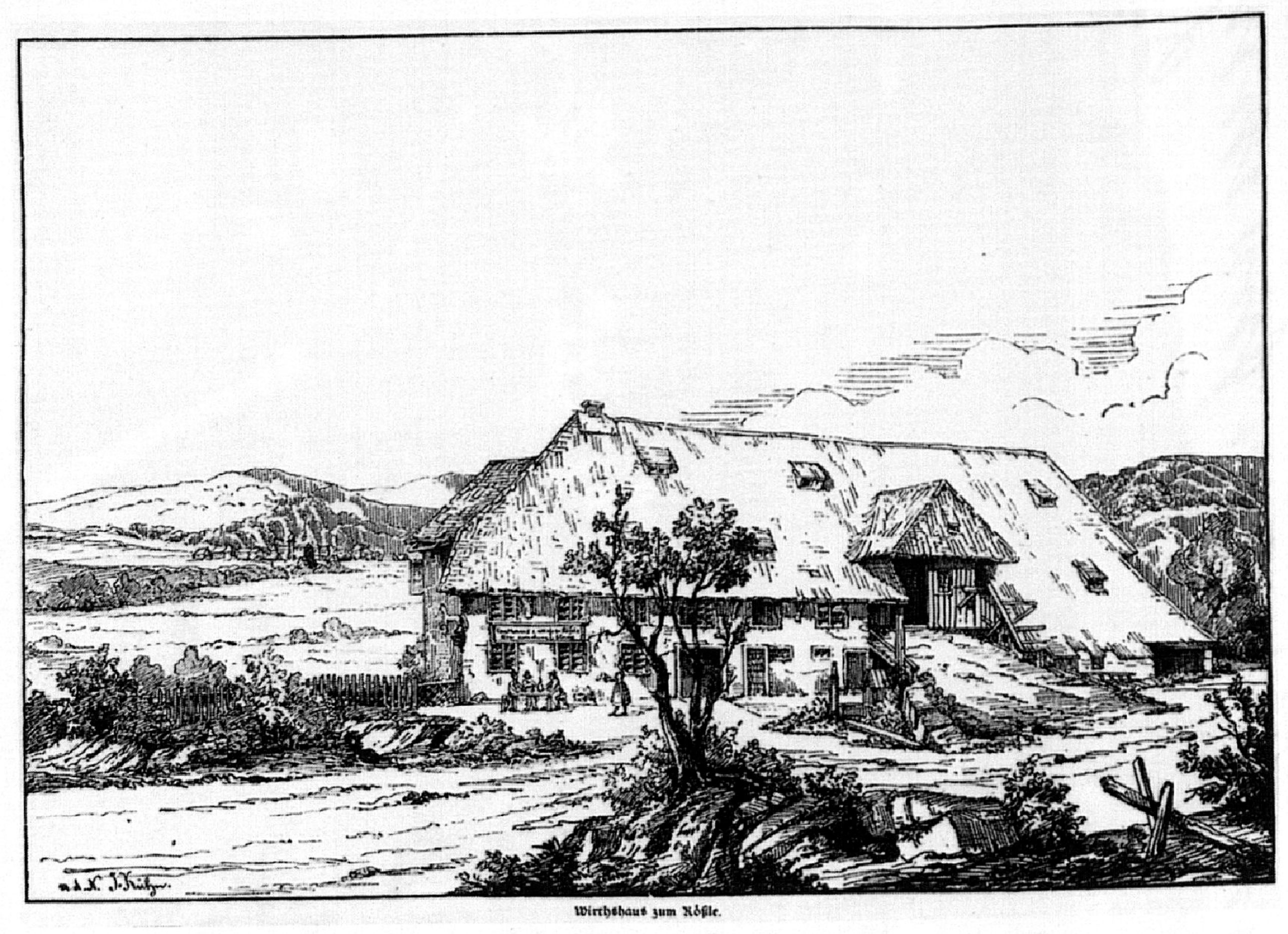
Das Wirtshaus (um 1880)

Im 19. Jahrhundert veränderte sich die Reise durch das Höllental und damit die Bedeutung des Rössle grundlegend: 1812 hatte die Straße von Freiburg über Lenzkirch nach Stühlingen (letztere Städte verbindet heute die Bundesstraße 315) den Rang einer Extrapoststraße erhalten. Dies führte dazu, dass die Straße durch das Höllental von 1847 bis 1857 ausgebaut und stellenweise umtrassiert wurde, um die Steigung mittels Serpentinen zu reduzieren. Ziel dieser Maßnahme war die Abschaffung des Vorspannsystems, sodass beim Rössle keine Pferde mehr gewechselt werden mussten. Dreißig Jahre später reduzierte sich der Straßenverkehr auf der späteren Bundesstraße 31 durch die Höllentalbahn. Im 20. Jahrhundert führte der Siegeszug des Autos sowie die zunehmende Verbreitung des Fremdenverkehrs dazu, dass das Rössle weiterhin existieren konnte.

Das Hotel aus Sicht der heutigen B31 (Ende der 1950er Jahre)

1925 wurde das Weiße Rössle durch einen Brand zerstört. Beim Wiederaufbau trennte man erstmals die verbliebene Landwirtschaft vom Gastronomie- und Hotelbereich und errichtete hierzu den Rösslehof gegenüber dem Hotel. Im Zweiten Weltkrieg wurde das Hotel als Teillazarett genutzt, bis es am 15. Oktober 1944 durch einen Bombenangriff so beschädigt wurde, dass es geräumt werden musste.
Die Hotelbesitzer Otto Gremminger und seine Ehefrau Hannah verkauften das Rössle am 3. April 1969 an die Familie Zimmermann-von der Beeck. Unter ihrer Leitung wurde auf der anderen Straßenseite eine Dependance mit einer Hebel-Stube errichtet. Mitte der 1980er Jahre musste das Hotel, das zu diesem Zeitpunkt 120 Betten umfasste, mangels Rentabilität geschlossen werden.

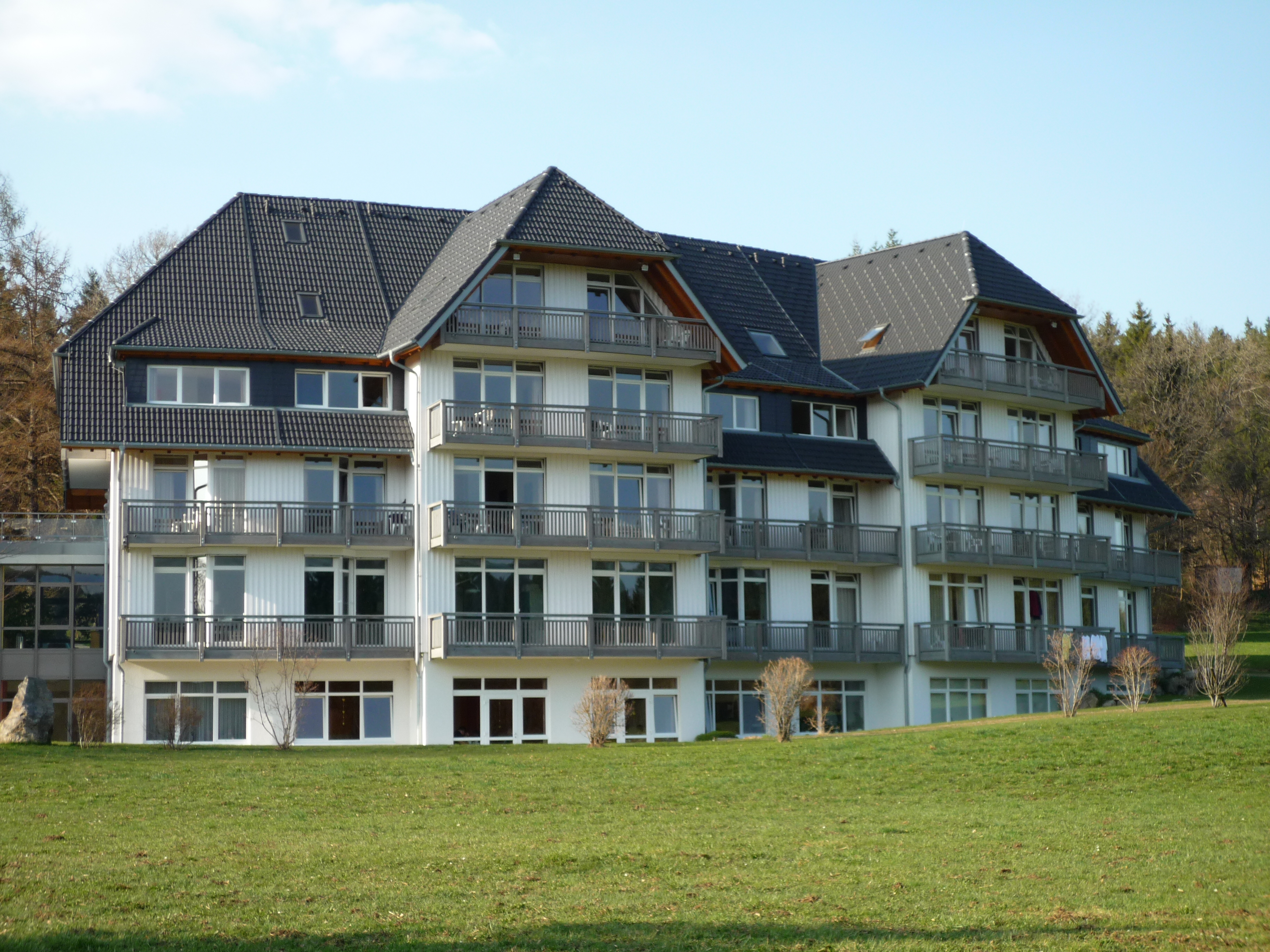
Erweiterungsbau der Földiklinik

Nachdem das Weiße Rössle bankrott war, sollte es von Bhagvan-Anhängern um Ma Anand Sheela aufgekauft werden, was zu breitem öffentlichen Widerstand führte. So wandte sich das benachbarte Internat Birklehof aus Sorge um seine Schüler an den Ministerpräsidenten Lothar Späth, den Bildungsprofessor Hellmut Becker sowie das Internats-Vorstands-Mitglied Carl Friedrich von Weizsäcker. Am Ende scheiterte der Kauf an der Sparkasse, die nicht nur Hauptgläubiger des Hotels war, sondern auch Kapitalgeber für die Religionsgemeinschaft hätte sein sollen.
Stattdessen zog die Földiklinik, eine Spezialklinik für Lymphologie und Phlebologie, in die Räumlichkeiten des Hotels ein. Sie war 1979 von dem ungarischen Ärzte-Ehepaar Michael und Etelka Földi im Feldberger Ortsteil Altglashütten gegründet worden und wurde am 24. September 1986 in Hinterzarten neu eröffnet. Nach mehreren Umbauten bietet sie heute 152 Betten auf 5 Stationen.

## Nebengebäude
Neben dem Wirtshaus befanden sich einige Nebengebäude im Besitz des Rössle:

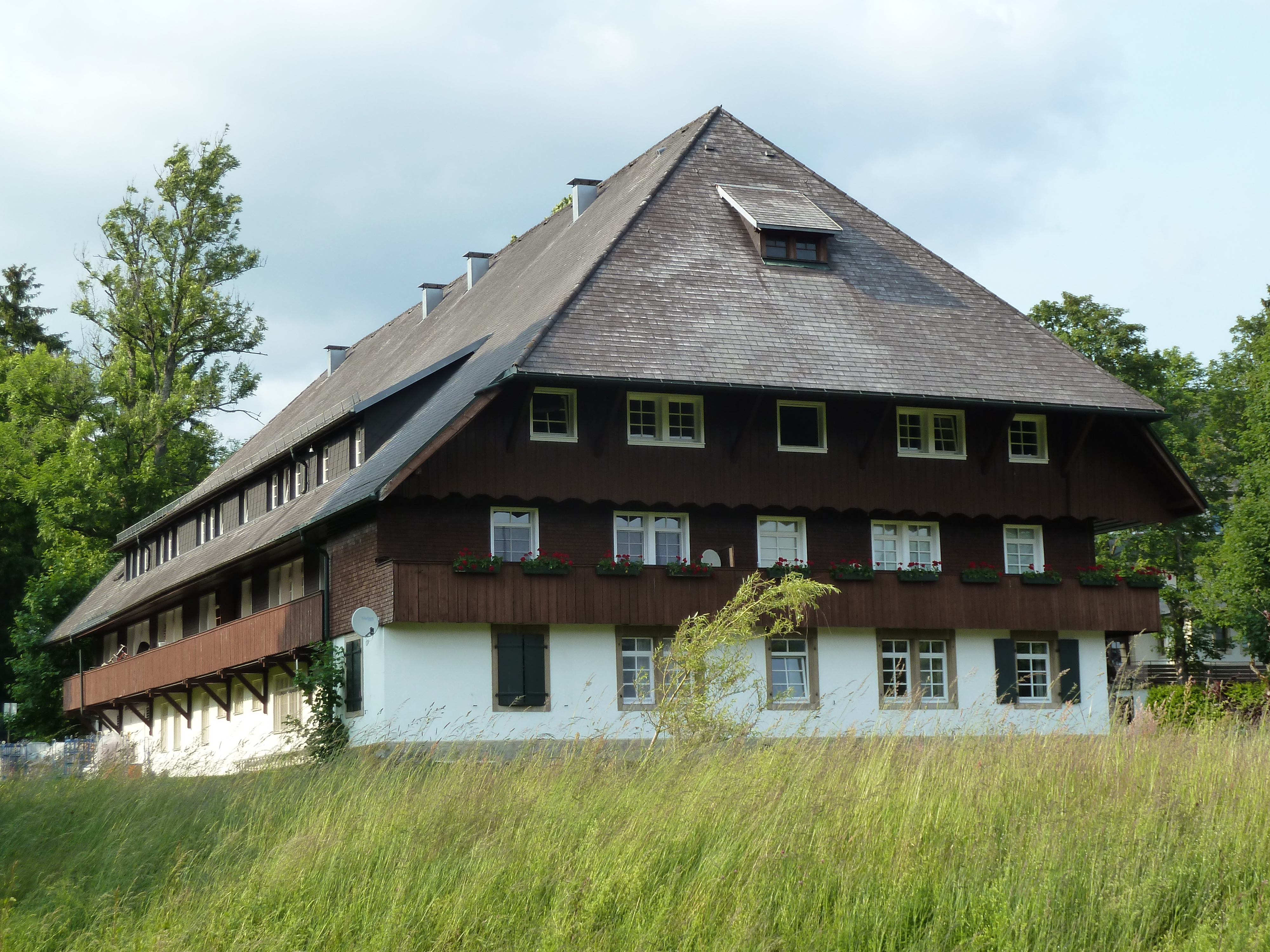
Rösslehof

- Der bereits erwähnte Rösslehof wurde nach dem Brand von 1925 errichtet und diente im Pachtbetrieb ungefähr 60 Jahre lang als Ökonomiegebäude. Das zu bestellende Land wurde nach und nach durch die Wohngebiete am Rössleberg ersetzt. 1990/91 wurde der große Eindachhof verkauft und in Wohnungen- und Geschäftsräume umgewandelt. Letztere wurden zunächst von Kaiser’s Tengelmann genutzt, beherbergen inzwischen jedoch eine Edeka-Filiale. Das Landesdenkmalamt betrachtet ihn nach Angaben von Liehl als erhaltenswert, stellte ihn jedoch nicht unter Denkmalschutz.[6]
- Die Säge des Rössleguts befand sich am Eingang des Löffeltals. Sie war 1643 errichtet worden und war unbewohnt.[7]
- Das Neuhäusle entstand um 1814 als Leibgedinge-Haus (Libding) und war ein Anbau an eine bestehende Scheune. 1892 wurde es an einen Kübler verkauft, der damit zudem ein Grundstück von 15 ar erhielt. Es befand sich im Bereich der heutigen Freiburger Straße, die als neuer Wohn- und Geschäftsbereich an Bedeutung zunahm. In den 1960er Jahren wurde das Gebäude durch einen größeren Neubau ersetzt, nachdem es zuvor noch als kleines Ladengeschäft genutzt wurde.[7]
- Ebenfalls nicht mehr erhalten, ist die Rösslemühle am Löffeltalbach. Wie für ihre Vorgängerin am gleichen Ort bereits für 1605 belegt, wohnte in dieser Mühle der Müller mit seiner Familie. Dort wurde auch gebacken; als jedoch ebenfalls 1925 ein Brand die Mühle vernichtete, hatten sich schon weitere Bäckereien im Ortskern angesiedelt, sodass man sie nicht mehr neu errichtete. Hingegen nutzte die Gemeinde das Grundstück als Vorfluter ihrer ersten Sammelkläranlage, bevor diese ans Rappeneck verlegt wurde. Auf dem Grundstück befinden sich heute zwei Gebäude mit jeweils zehn Wohnungen.[7] Schmiede und Kapelle (um 1830)

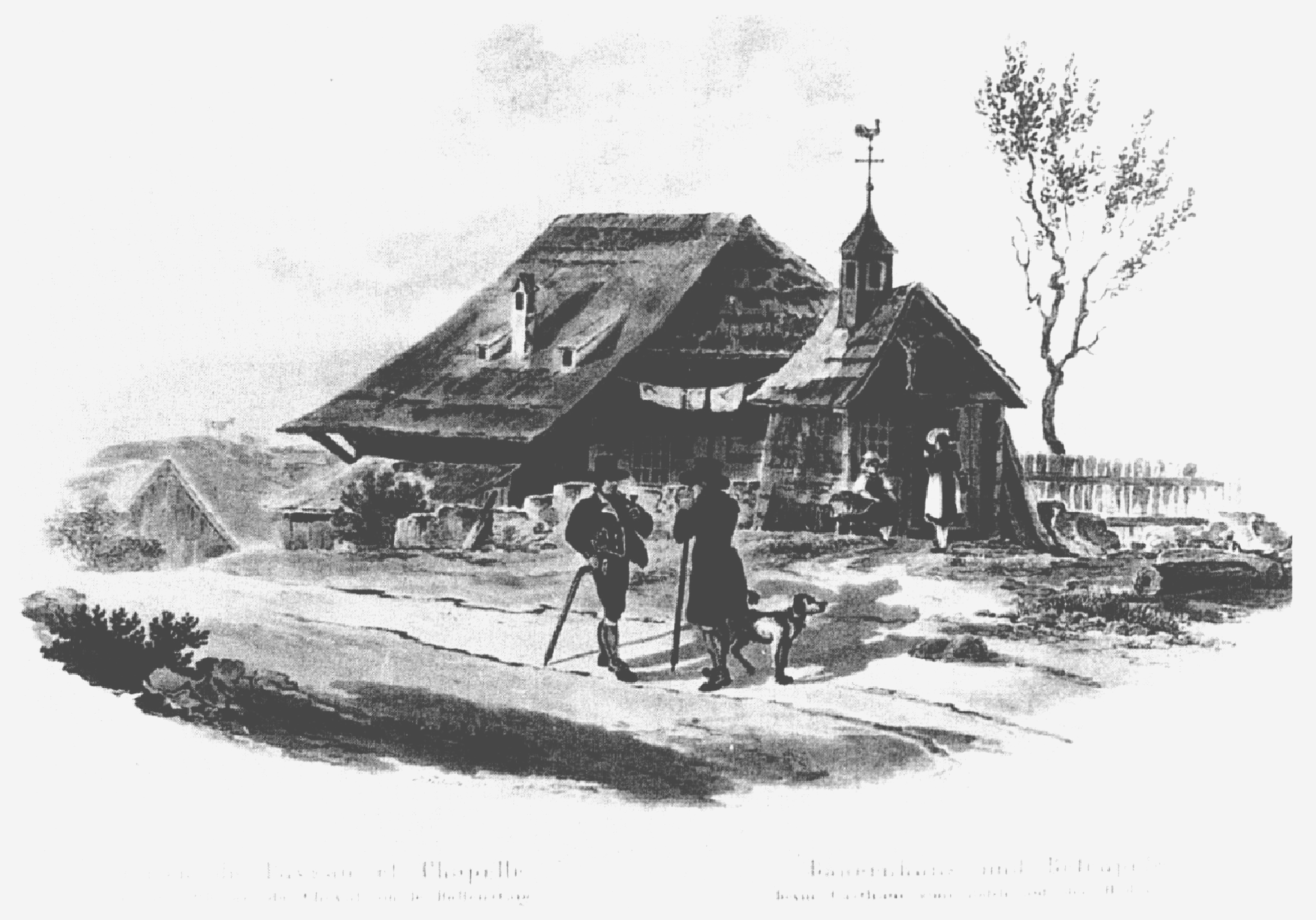
Schmiede und Kapelle (um 1830)

- Ein ähnliches Schicksal ereilte die Obere Schmiede, in der ebenfalls der Schmied mit seiner Familie gewohnt hatte. Sie war 1641 errichtet worden und brannte 1866 ab. Danach wurde sie als Metzgerhäusle neu errichtet und später von einer Autowerkstatt erworben. Durch den Ausbau der Bundesstraße 31 musste das Gebäude 1984 abgerissen werden.[7]

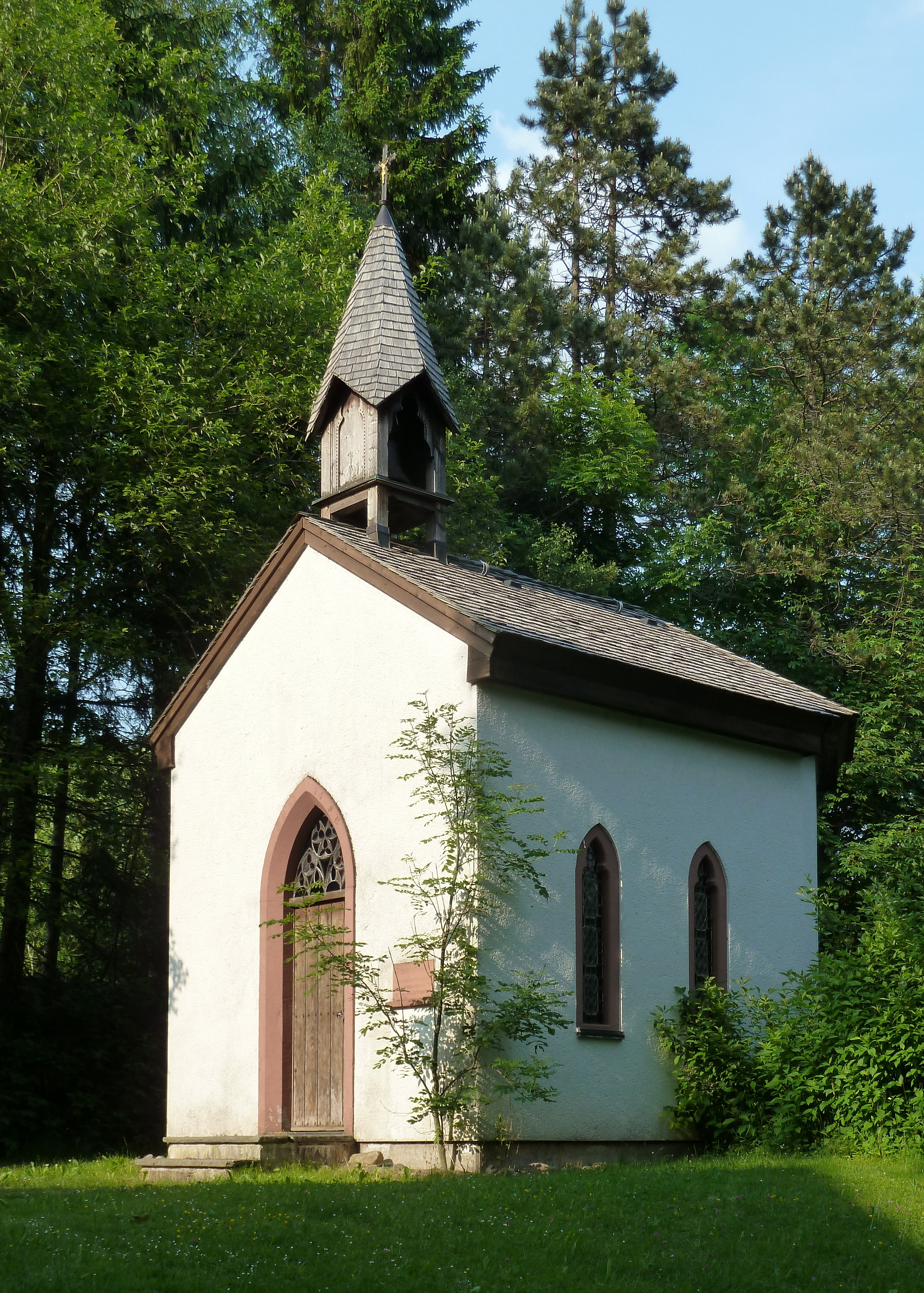
Rössle&hofkapelle am heutigen Standort

- In der Nähe der Schmiede befand sich zudem seit dem 17. Jahrhundert die Hofkapelle des Wirtshauses. Sie wurde 1874 vom Rösslewirt Matthias Heizmann und seiner Ehefrau Paulina (⚭ 23. April 1857) durch einen Neubau ersetzt. 1974 wurde die Kapelle erneut abgebrochen und weiter ostwärts, unverändert in Dimensionen und Aussehen, wieder aufgebaut. An die Stifter von 1874 erinnern die Buchstaben M.H. und P.B. sowie die Aposteldarstellungen des Matthias und Paulus auf dem Altar. Von Schmiede und Kapelle existiert im Augustinermuseum in Freiburg eine Zeichnung, die um 1830 von Egidius Federle geschaffen wurde.[7]